# لیلک
لیلک، روستایی است از توابع بخش دلوار در شهرستان تنگستان استان بوشهر ایران.

## جمعیت
این روستا در دهستان دلوار قرار داشته و بر اساس سرشماری سال ۱۳9۵ جمعیت آن ۵۴۳نفر (۱۱۳خانوار) بوده‌است.